# میریام دالکه
میریام دالکه (Miriam Dahlke) (متولد ۱۹۸۹) سیاستمدار آلمانی اتحاد ۹۰/سبزها است که از سال ۲۰۱۹ به عنوان نماینده مجلس ایالتی هسن مشغول به کار است.

## زندگی
دالکه در رودلهایم بزرگ شد و دوره دبیرستان خود را در سال ۲۰۰۸ در فرانکفورت به پایان رساند و پس از آن یک دوره تحصیلی را در رشته مدیریت و بازرگانی به پایان رساند. او در سال ۲۰۱۴ مدرک کارشناسی ارشد خود را در رشته اقتصاد در دانشگاه هاگن به پایان رساند. از سال ۲۰۱۱ تا زمان انتخاب شدنش به نمایندگی مجلس ایالتی هسن، او به عنوان کارمند "انجمن آلمان برای همکاری های بین المللی" کار می کرد.
در سال ۲۰۱۲، دالکه به عضویت حزب اتحاد ۹۰/سبزها درآمد.دالکه در سال ۲۰۱۶ در انتخابات محلی هسن شرکت کرد و به عضویت شورای محلی منطقه غرب فرانکفورت انتخاب شد. او ریاست دفتر حزب سبز را در همان منطقه بر عهده دارد.
در سال ۲۰۱۸، او در منطقه فرانکفورت ماین II نامزد انتخابات مجلس ایالتی هسن شد و به طرز غیرمنتظره‌ای بر رقبای خود از حزب اتحادیه دموکرات مسیحی آلمان و حزب سوسیال دموکرات آلمان خود پیروز شد.

## لینک های خارجی
- biography. Hessischer Landtag
- Miriam Dahlke auf frankfurt.de
- Website von Miriam Dahlke
- Sophie Schirmer: Miriam Dahlke: Plötzlich Politikerin Zeit Campus, 28. Mai 2019 (Porträt)